# Iran tại Thế vận hội
Iran, tên gọi trước đây là Ba Tư cho đến năm 1935 và tên chính thức là Cộng hòa Hồi giáo Iran từ năm 1979, tham gia Thế vận hội lần đầu năm 1900. Iran đã cử các đoàn vận động viên (VĐV) tham dự tại tất cả các kỳ Thế vận hội Mùa hè kể từ năm 1948, trừ các đại hội năm 1980 và năm 1984 vì lý do chính trị. Iran cũng tham gia Thế vận hội Mùa đông nhiều lần kể từ năm 1956.
Iran đã góp mặt tại 19 Thế vận hội Mùa hè và 12 Thế vận hội Mùa đông. Iran từng tham gia 9 Thế vận hội Mùa hè và giành 4 huy chương vàng trước Cách mạng năm 1979, và xuất hiện tại 10 Thế vận hội Mùa hè và giành 23 huy chương vàng sau cuộc cách mạng.
Freydoun Malkom, một tay kiếm thi đấu nội dung kiếm ba cạnh tại Thế vận hội Mùa hè 1900, là VĐV Thế vận hội đầu tiên người Iran. Jafar Salmasi giành huy chương Thế vận hội đầu tiên cho Iran tại kỳ năm 1948, và Kimia Alizadeh là VĐV nữ người Iran đầu tiên giành được huy chương Thế vận hội vào năm 2016. Các VĐV Iran đã giành được tổng cộng 88 huy chương Thế vận hội, tất cả đều thuộc các môn đấu vật, cử tạ, taekwondo, điền kinh, bắn súng, và karate. Ủy ban Olympic quốc gia của Iran được thành lập năm 1947.

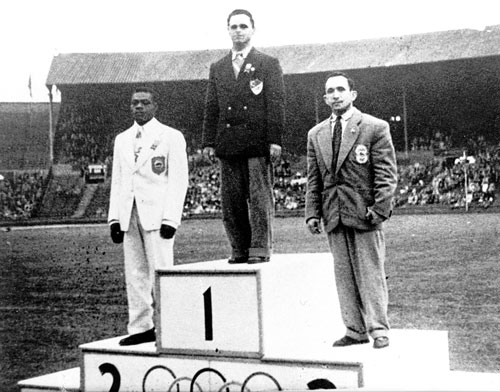
Huy chương Thế vận hội đầu tiên cho Iran, Jafar Salmasi
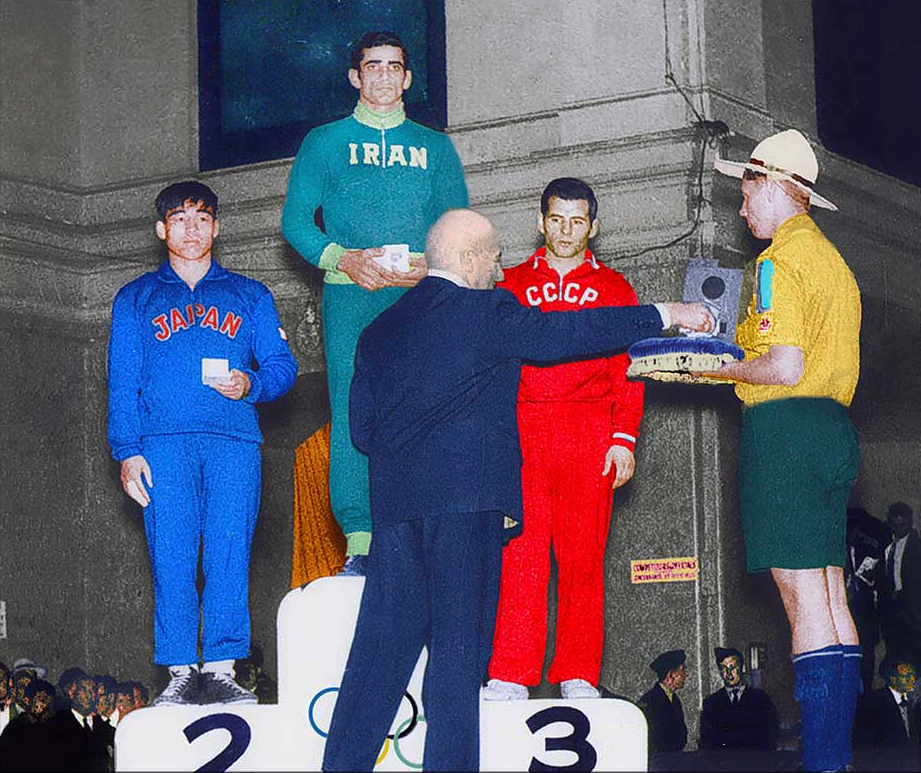
Emam-Ali Habibi, Melbourne 1956
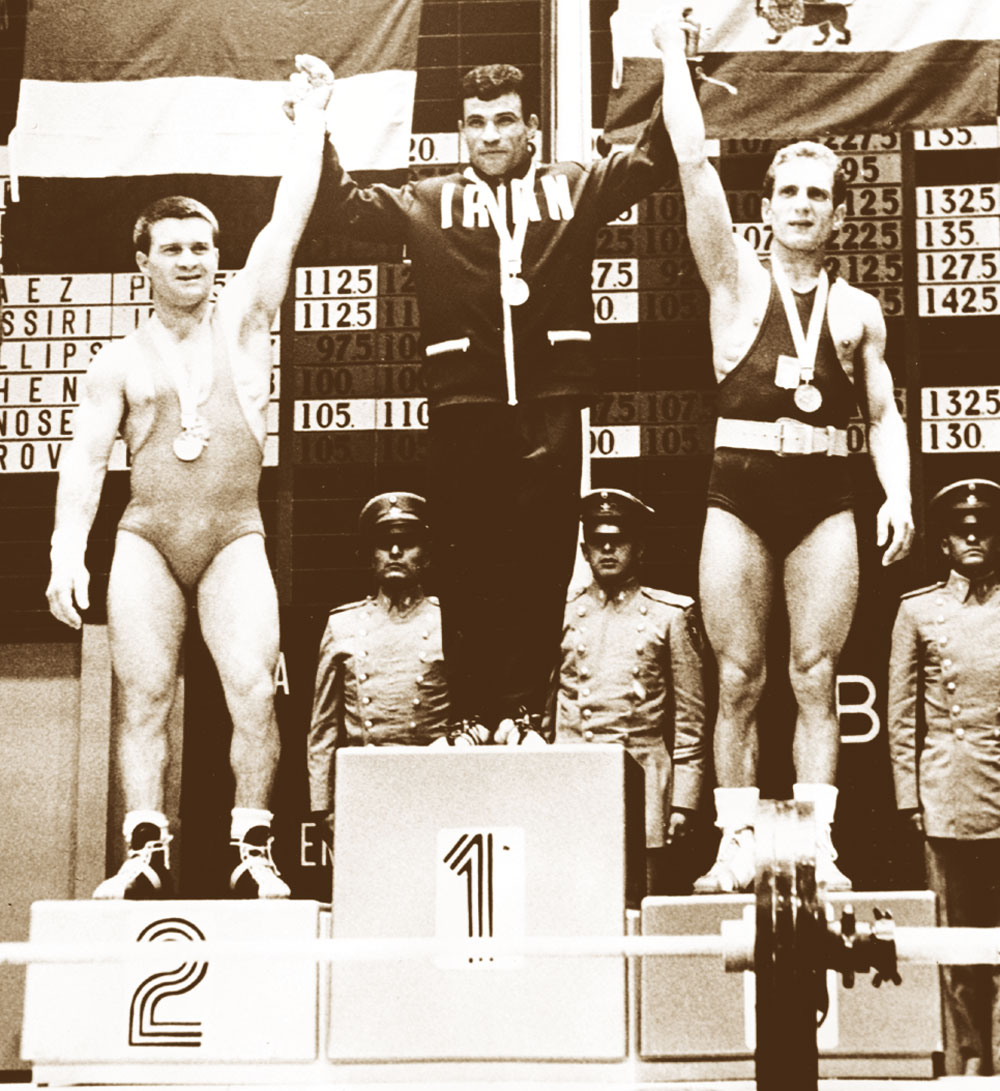
Mohammad Nassiri, Thành phố México 1968
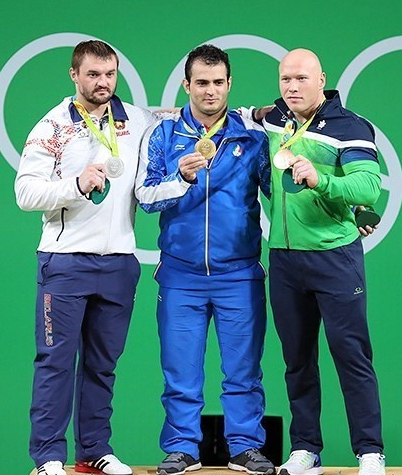
Sohrab Moradi, Thế vận hội Mùa hè 2016

## Bảng huy chương

### Thế vận hội Mùa hè
| Thế vận hội           | Số VĐV        | Vàng          | Bạc           | Đồng          | Tổng số       | Xếp thứ       |
| --------------------- | ------------- | ------------- | ------------- | ------------- | ------------- | ------------- |
| Athens 1896           | không tham dự | không tham dự | không tham dự | không tham dự | không tham dự | không tham dự |
| Paris 1900            | 1             | 0             | 0             | 0             | 0             | —             |
| St. Louis 1904        | không tham dự |               |               |               |               |               |
| Luân Đôn 1908         | không tham dự |               |               |               |               |               |
| Stockholm 1912        | không tham dự |               |               |               |               |               |
| Antwerpen 1920        | không tham dự |               |               |               |               |               |
| Paris 1924            | không tham dự |               |               |               |               |               |
| Amsterdam 1928        | không tham dự |               |               |               |               |               |
| Los Angeles 1932      | không tham dự |               |               |               |               |               |
| Berlin 1936           | không tham dự |               |               |               |               |               |
| Luân Đôn 1948         | 36            | 0             | 0             | 1             | 1             | 34            |
| Helsinki 1952         | 22            | 0             | 3             | 4             | 7             | 30            |
| Melbourne 1956        | 17            | 2             | 2             | 1             | 5             | 14            |
| Roma 1960             | 25            | 0             | 1             | 3             | 4             | 27            |
| Tokyo 1964            | 63            | 0             | 0             | 2             | 2             | 34            |
| Thành phố México 1968 | 14            | 2             | 1             | 2             | 5             | 19            |
| München 1972          | 50            | 0             | 2             | 1             | 3             | 28            |
| Montréal 1976         | 86            | 0             | 1             | 1             | 2             | 33            |
| Moskva 1980           | không tham dự |               |               |               |               |               |
| Los Angeles 1984      | không tham dự |               |               |               |               |               |
| Seoul 1988            | 27            | 0             | 1             | 0             | 1             | 36            |
| Barcelona 1992        | 40            | 0             | 1             | 2             | 3             | 44            |
| Atlanta 1996          | 18            | 1             | 1             | 1             | 3             | 43            |
| Sydney 2000           | 35            | 3             | 0             | 1             | 4             | 27            |
| Athens 2004           | 38            | 2             | 2             | 2             | 6             | 29            |
| Bắc Kinh 2008         | 55            | 1             | 0             | 1             | 2             | 52            |
| Luân Đôn 2012         | 53            | 7             | 5             | 1             | 13            | 12            |
| Rio de Janeiro 2016   | 63            | 3             | 1             | 4             | 8             | 24            |
| Tokyo 2020            | 65            | 3             | 2             | 2             | 7             | 27            |
| Paris 2024            | 41            | 3             | 6             | 3             | 12            | 21            |
| Tổng số (19/30)       | 749           | 27            | 29            | 32            | 88            | 39            |

### Thế vận hội Mùa đông
| Thế vận hội              | Số VĐV        | Vàng          | Bạc           | Đồng          | Tổng số       | Xếp thứ       |
| ------------------------ | ------------- | ------------- | ------------- | ------------- | ------------- | ------------- |
| Cortina d'Ampezzo 1956   | 3             | 0             | 0             | 0             | 0             | —             |
| Squaw Valley 1960        | không tham dự | không tham dự | không tham dự | không tham dự | không tham dự | không tham dự |
| Innsbruck 1964           | 4             | 0             | 0             | 0             | 0             | —             |
| Grenoble 1968            | 4             | 0             | 0             | 0             | 0             | —             |
| Sapporo 1972             | 4             | 0             | 0             | 0             | 0             | —             |
| Innsbruck 1976           | 4             | 0             | 0             | 0             | 0             | —             |
| Lake Placid 1980         | không tham dự |               |               |               |               |               |
| Sarajevo 1984            | không tham dự |               |               |               |               |               |
| Calgary 1988             | không tham dự |               |               |               |               |               |
| Albertville 1992         | không tham dự |               |               |               |               |               |
| Lillehammer 1994         | không tham dự |               |               |               |               |               |
| Nagano 1998              | 1             | 0             | 0             | 0             | 0             | —             |
| Thành phố Salt Lake 2002 | 2             | 0             | 0             | 0             | 0             | —             |
| Torino 2006              | 2             | 0             | 0             | 0             | 0             | —             |
| Vancouver 2010           | 4             | 0             | 0             | 0             | 0             | —             |
| Sochi 2014               | 5             | 0             | 0             | 0             | 0             | —             |
| Pyeongchang 2018         | 4             | 0             | 0             | 0             | 0             | —             |
| Bắc Kinh 2022            | 3             | 0             | 0             | 0             | 0             | –             |
| Milano–Cortina 2026      | chưa diễn ra  | chưa diễn ra  | chưa diễn ra  | chưa diễn ra  | chưa diễn ra  | chưa diễn ra  |
| Tổng số (12/24)          | 40            | 0             | 0             | 0             | 0             | —             |

### Huy chương theo môn
| Môn         | Vàng | Bạc | Đồng | Tổng số |
| ----------- | ---- | --- | ---- | ------- |
| Đấu vật     | 13   | 19  | 23   | 55      |
| Cử tạ       | 9    | 6   | 5    | 20      |
| Taekwondo   | 3    | 3   | 4    | 10      |
| Bắn súng    | 1    | 0   | 0    | 1       |
| Karate      | 1    | 0   | 0    | 1       |
| Điền kinh   | 0    | 1   | 0    | 1       |
| Tổng số (6) | 27   | 29  | 32   | 88      |

## VĐV giành huy chương
| Huy chương | Tên VĐV                    | Thế vận hội           | Môn       | Nội dung               | Ngày                   |
| ---------- | -------------------------- | --------------------- | --------- | ---------------------- | ---------------------- |
| Đồng       | Jafar Salmasi              | Luân Đôn 1948         | Cử tạ     | 60 kg nam              | 9 tháng 8 năm 1948     |
| Bạc        | Gholamreza Takhti          | Helsinki 1952         | Đấu vật   | 79 kg tự do nam        | 23 tháng 7 năm 1952    |
| Bạc        | Nasser Givehchi            | Helsinki 1952         | Đấu vật   | 62 kg tự do nam        | 23 tháng 7 năm 1952    |
| Bạc        | Mahmoud Namjoo             | Helsinki 1952         | Cử tạ     | 56 kg nam              | 25 tháng 7 năm 1952    |
| Đồng       | Mahmoud Mollaghasemi       | Helsinki 1952         | Đấu vật   | 52 kg tự do nam        | 23 tháng 7 năm 1952    |
| Đồng       | Abdollah Mojtabavi         | Helsinki 1952         | Đấu vật   | 73 kg tự do nam        | 23 tháng 7 năm 1952    |
| Đồng       | Tofigh Jahanbakht          | Helsinki 1952         | Đấu vật   | 67 kg tự do nam        | 23 tháng 7 năm 1952    |
| Đồng       | Ali Mirzaei                | Helsinki 1952         | Cử tạ     | 56 kg nam              | 25 tháng 7 năm 1952    |
| Vàng       | Emam-Ali Habibi            | Melbourne 1956        | Đấu vật   | 67 kg tự do nam        | 1 tháng 12 năm 1956    |
| Vàng       | Gholamreza Takhti          | Melbourne 1956        | Đấu vật   | 87 kg tự do nam        | 1 tháng 12 năm 1956    |
| Bạc        | Mehdi Yaghoubi             | Melbourne 1956        | Đấu vật   | 57 kg tự do nam        | 1 tháng 12 năm 1956    |
| Bạc        | Mohammad Ali Khojastehpour | Melbourne 1956        | Đấu vật   | 52 kg tự do nam        | 1 tháng 12 năm 1956    |
| Đồng       | Mahmoud Namjoo             | Melbourne 1956        | Cử tạ     | 56 kg nam              | 23 tháng 11 năm 1956   |
| Bạc        | Gholamreza Takhti          | Roma 1960             | Đấu vật   | 87 kg tự do nam        | 6 tháng 9 năm 1960     |
| Đồng       | Mohammad Paziraei          | Roma 1960             | Đấu vật   | 52 kg cổ điển nam      | 31 tháng 8 năm 1960    |
| Đồng       | Ebrahim Seifpour           | Roma 1960             | Đấu vật   | 52 kg tự do nam        | 6 tháng 9 năm 1960     |
| Đồng       | Esmaeil Elmkhah            | Roma 1960             | Cử tạ     | 56 kg nam              | 7 tháng 9 năm 1960     |
| Đồng       | Ali Akbar Heidari          | Tokyo 1964            | Đấu vật   | 52 kg tự do nam        | 14 tháng 10 năm 1964   |
| Đồng       | Mohammad Ali Sanatkaran    | Tokyo 1964            | Đấu vật   | 78 kg tự do nam        | 14 tháng 10 năm 1964   |
| Vàng       | Mohammad Nassiri           | Thành phố México 1968 | Cử tạ     | 56 kg nam              | 13 tháng 10 năm 1968   |
| Vàng       | Abdollah Movahed           | Thành phố México 1968 | Đấu vật   | 70 kg tự do nam        | 20 tháng 10 năm 1968   |
| Bạc        | Parviz Jalayer             | Thành phố México 1968 | Cử tạ     | 67,5 kg nam            | 15 tháng 10 năm 1968   |
| Đồng       | Aboutaleb Talebi           | Thành phố México 1968 | Đấu vật   | 57 kg tự do nam        | 20 tháng 10 năm 1968   |
| Đồng       | Shamseddin Seyed-Abbasi    | Thành phố México 1968 | Đấu vật   | 63 kg tự do nam        | 20 tháng 10 năm 1968   |
| Bạc        | Mohammad Nassiri           | München 1972          | Cử tạ     | 56 kg nam              | 28 tháng 8 năm 1972    |
| Bạc        | Rahim Aliabadi             | München 1972          | Đấu vật   | 48 kg cổ điển nam      | 10 tháng 9 năm 1972    |
| Đồng       | Ebrahim Javadi             | München 1972          | Đấu vật   | 48 kg tự do nam        | 31 tháng 8 năm 1972    |
| Bạc        | Mansour Barzegar           | Montréal 1976         | Đấu vật   | 74 kg tự do nam        | 31 tháng 7 năm 1976    |
| Đồng       | Mohammad Nassiri           | Montréal 1976         | Cử tạ     | 52 kg nam              | 18 tháng 7 năm 1976    |
| Bạc        | Askari Mohammadian         | Seoul 1988            | Đấu vật   | 57 kg tự do nam        | 1 tháng 10 năm 1988    |
| Bạc        | Askari Mohammadian         | Barcelona 1992        | Đấu vật   | 62 kg tự do nam        | 7 tháng 8 năm 1992     |
| Đồng       | Amir Reza Khadem           | Barcelona 1992        | Đấu vật   | 74 kg tự do nam        | 6 tháng 8 năm 1992     |
| Đồng       | Rasoul Khadem              | Barcelona 1992        | Đấu vật   | 82 kg tự do nam        | 7 tháng 8 năm 1992     |
| Vàng       | Rasoul Khadem              | Atlanta 1996          | Đấu vật   | 90 kg tự do nam        | 2 tháng 8 năm 1996     |
| Bạc        | Abbas Jadidi               | Atlanta 1996          | Đấu vật   | 100 kg tự do nam       | 31 tháng 7 năm 1996    |
| Đồng       | Amir Reza Khadem           | Atlanta 1996          | Đấu vật   | 82 kg tự do nam        | 31 tháng 7 năm 1996    |
| Vàng       | Hossein Tavakkoli          | Sydney 2000           | Cử tạ     | 105 kg nam             | 25 tháng 9 năm 2000    |
| Vàng       | Hossein Rezazadeh          | Sydney 2000           | Cử tạ     | +105 kg nam            | 26 tháng 9 năm 2000    |
| Vàng       | Alireza Dabir              | Sydney 2000           | Đấu vật   | 58 kg tự do nam        | 1 tháng 10 năm 2000    |
| Đồng       | Hadi Saei                  | Sydney 2000           | Taekwondo | 68 kg nam              | 28 tháng 9 năm 2000    |
| Vàng       | Hossein Rezazadeh          | Athens 2004           | Cử tạ     | +105 kg nam            | 25 tháng 8 năm 2004    |
| Vàng       | Hadi Saei                  | Athens 2004           | Taekwondo | 68 kg nam              | 27 tháng 8 năm 2004    |
| Bạc        | Alireza Rezaei             | Athens 2004           | Đấu vật   | 120 kg tự do nam       | 28 tháng 8 năm 2004    |
| Bạc        | Masoud Mostafa-Jokar       | Athens 2004           | Đấu vật   | 60 kg tự do nam        | 29 tháng 8 năm 2004    |
| Đồng       | Yousef Karami              | Athens 2004           | Taekwondo | 80 kg nam              | 28 tháng 8 năm 2004    |
| Đồng       | Alireza Heidari            | Athens 2004           | Đấu vật   | 96 kg tự do nam        | 29 tháng 8 năm 2004    |
| Vàng       | Hadi Saei                  | Bắc Kinh 2008         | Taekwondo | 80 kg nam              | 22 tháng 8 năm 2008    |
| Đồng       | Morad Mohammadi            | Bắc Kinh 2008         | Đấu vật   | 60 kg tự do nam        | 19 tháng 8 năm 2008    |
| Vàng       | Saeid Mohammadpour         | Luân Đôn 2012         | Cử tạ     | 94 kg nam              | 4 tháng 8 năm 2012[b]  |
| Vàng       | Hamid Sourian              | Luân Đôn 2012         | Đấu vật   | 55 kg cổ điển nam      | 5 tháng 8 năm 2012     |
| Vàng       | Omid Norouzi               | Luân Đôn 2012         | Đấu vật   | 60 kg cổ điển nam      | 6 tháng 8 năm 2012     |
| Vàng       | Navab Nassirshalal         | Luân Đôn 2012         | Cử tạ     | 105 kg nam             | 6 tháng 8 năm 2012[d]  |
| Vàng       | Ghasem Rezaei              | Luân Đôn 2012         | Đấu vật   | 96 kg cổ điển nam      | 7 tháng 8 năm 2012     |
| Vàng       | Behdad Salimi              | Luân Đôn 2012         | Cử tạ     | +105 kg nam            | 7 tháng 8 năm 2012     |
| Vàng       | Komeil Ghasemi             | Luân Đôn 2012         | Đấu vật   | 120 kg tự do nam       | 11 tháng 8 năm 2012[c] |
| Bạc        | Kianoush Rostami           | Luân Đôn 2012         | Cử tạ     | 85 kg nam              | 3 tháng 8 năm 2012[a]  |
| Bạc        | Sajjad Anoushiravani       | Luân Đôn 2012         | Cử tạ     | +105 kg nam            | 7 tháng 8 năm 2012     |
| Bạc        | Ehsan Haddadi              | Luân Đôn 2012         | Điền kinh | Ném đĩa nam            | 7 tháng 8 năm 2012     |
| Bạc        | Mohammad Bagheri Motamed   | Luân Đôn 2012         | Taekwondo | 68 kg nam              | 9 tháng 8 năm 2012     |
| Bạc        | Sadegh Goudarzi            | Luân Đôn 2012         | Đấu vật   | 74 kg tự do nam        | 10 tháng 8 năm 2012    |
| Đồng       | Ehsan Lashgari             | Luân Đôn 2012         | Đấu vật   | 84 kg tự do nam        | 11 tháng 8 năm 2012    |
| Vàng       | Kianoush Rostami           | Rio de Janeiro 2016   | Cử tạ     | 85 kg nam              | 12 tháng 8 năm 2016    |
| Vàng       | Sohrab Moradi              | Rio de Janeiro 2016   | Cử tạ     | 94 kg nam              | 13 tháng 8 năm 2016    |
| Vàng       | Hassan Yazdani             | Rio de Janeiro 2016   | Đấu vật   | 74 kg tự do nam        | 19 tháng 8 năm 2016    |
| Bạc        | Komeil Ghasemi             | Rio de Janeiro 2016   | Đấu vật   | 125 kg tự do nam       | 20 tháng 8 năm 2016    |
| Đồng       | Saeid Abdevali             | Rio de Janeiro 2016   | Đấu vật   | 75 kg cổ điển nam      | 14 tháng 8 năm 2016    |
| Đồng       | Ghasem Rezaei              | Rio de Janeiro 2016   | Đấu vật   | 98 kg cổ điển nam      | 16 tháng 8 năm 2016    |
| Đồng       | Kimia Alizadeh             | Rio de Janeiro 2016   | Taekwondo | 57 kg nữ               | 18 tháng 8 năm 2016    |
| Đồng       | Hassan Rahimi              | Rio de Janeiro 2016   | Đấu vật   | 57 kg tự do nam        | 19 tháng 8 năm 2016    |
| Vàng       | Javad Foroughi             | Tokyo 2020            | Bắn súng  | 10 m súng ngắn hơi nam | 24 tháng 7 năm 2021    |
| Vàng       | Mohammad Reza Geraei       | Tokyo 2020            | Đấu vật   | 67 kg cổ điển nam      | 4 tháng 8 năm 2021     |
| Vàng       | Sajjad Ganjzadeh           | Tokyo 2020            | Karate    | Kumite nam +75 kg      | 7 tháng 8 năm 2021     |
| Bạc        | Ali Davoudi                | Tokyo 2020            | Cử tạ     | +109 kg nam            | 4 tháng 8 năm 2021     |
| Bạc        | Hassan Yazdani             | Tokyo 2020            | Đấu vật   | 86 kg tự do nam        | 5 tháng 8 năm 2021     |
| Đồng       | Mohammad Hadi Saravi       | Tokyo 2020            | Đấu vật   | 97 kg cổ điển nam      | 3 tháng 8 năm 2021     |
| Đồng       | Amir Hossein Zare          | Tokyo 2020            | Đấu vật   | 125 kg tự do nam       | 6 tháng 8 năm 2021     |
| Vàng       | Mohammad Hadi Saravi       | Paris 2024            | Đấu vật   | 97 kg cổ điển nam      | 7 tháng 8 năm 2024     |
| Vàng       | Saeid Esmaeili             | Paris 2024            | Đấu vật   | 67 kg cổ điển nam      | 8 tháng 8 năm 2024     |
| Vàng       | Arian Salimi               | Paris 2024            | Taekwondo | +80 kg nam             | 10 tháng 8 năm 2024    |
| Bạc        | Alireza Mohmadi            | Paris 2024            | Đấu vật   | 87 kg cổ điển nam      | 8 tháng 8 năm 2024     |
| Bạc        | Nahid Kiani                | Paris 2024            | Taekwondo | 57 kg nữ               | 8 tháng 8 năm 2024     |
| Bạc        | Hassan Yazdani             | Paris 2024            | Đấu vật   | 86 kg tự do nam        | 9 tháng 8 năm 2024     |
| Bạc        | Mehran Barkhordari         | Paris 2024            | Taekwondo | 80 kg nam              | 9 tháng 8 năm 2024     |
| Bạc        | Amir Hossein Zare          | Paris 2024            | Đấu vật   | 125 kg tự do nam       | 10 tháng 8 năm 2024    |
| Bạc        | Rahman Amouzad             | Paris 2024            | Đấu vật   | 65 kg tự do nam        | 11 tháng 8 năm 2024    |
| Đồng       | Amin Mirzazadeh            | Paris 2024            | Đấu vật   | 130 kg cổ điển nam     | 6 tháng 8 năm 2024     |
| Đồng       | Mobina Nematzadeh          | Paris 2024            | Taekwondo | 49 kg nữ               | 7 tháng 8 năm 2024     |
| Đồng       | Amir Ali Azarpira          | Paris 2024            | Đấu vật   | 97 kg tự do nam        | 11 tháng 8 năm 2024    |

- a  Kianoush Rostami ban đầu giành được huy chương đồng, nhưng đổi thành huy chương bạc vào ngày 26 tháng 11 năm 2016 sau khi chủ nhân tấm huy chương bạc lúc đó có kết quả dương tính với doping.
- b  Saeid Mohammadpour ban đầu kết thúc ở vị trí thứ 5, nhưng được đôn lên vị trí giành huy chương vàng vào ngày 20 tháng 12 năm 2016 do bốn đô cử xếp trước có kết quả dương tính với doping.
- c  Komeil Ghasemi ban đầu giành được huy chương đồng, nhưng đổi thành huy chương vàng vào ngày 26 tháng 7 năm 2019 sau khi chủ nhân các tấm huy chương vàng và bạc lúc đó có kết quả dương tính với doping.
- d  Navab Nassirshalal ban đầu giành được huy chương bạc, nhưng đổi thành huy chương vàng vào ngày 19 tháng 12 năm 2019 sau khi chủ nhân tấm huy chương vàng lúc đó có kết quả dương tính với doping.

## Các VĐV giành được nhiều huy chương nhất
- Các VĐV có tên in đậm vẫn đang thi đấu cho Iran.

| #  | VĐV                  | Môn       | Thế vận hội |   |   |   | Tổng số |
| -- | -------------------- | --------- | ----------- | - | - | - | ------- |
| 1  | Hadi Saei            | Taekwondo | 2000–2008   | 2 | 0 | 1 | 3       |
| 2  | Hossein Rezazadeh    | Cử tạ     | 2000–2004   | 2 | 0 | 0 | 2       |
| 3  | Gholamreza Takhti    | Đấu vật   | 1952–1964   | 1 | 2 | 0 | 3       |
| 3  | Hassan Yazdani       | Đấu vật   | 2016–2024   | 1 | 2 | 0 | 3       |
| 5  | Mohammad Nassiri     | Cử tạ     | 1968–1976   | 1 | 1 | 1 | 3       |
| 6  | Komeil Ghasemi       | Đấu vật   | 2012–2016   | 1 | 1 | 0 | 2       |
| 6  | Kianoush Rostami     | Cử tạ     | 2012–2016   | 1 | 1 | 0 | 2       |
| 8  | Rasoul Khadem        | Đấu vật   | 1992–1996   | 1 | 0 | 1 | 2       |
| 8  | Ghasem Rezaei        | Đấu vật   | 2012–2016   | 1 | 0 | 1 | 2       |
| 8  | Mohammad Hadi Saravi | Đấu vật   | 2020–2024   | 1 | 0 | 1 | 2       |
| 11 | Askari Mohammadian   | Đấu vật   | 1988–1992   | 0 | 2 | 0 | 2       |
| 12 | Mahmoud Namjoo       | Cử tạ     | 1952–1956   | 0 | 1 | 1 | 2       |
| 12 | Amir Hossein Zare    | Đấu vật   | 2020–2024   | 0 | 1 | 1 | 2       |
| 14 | Amir Reza Khadem     | Đấu vật   | 1992–1996   | 0 | 0 | 2 | 2       |

## Các môn tham gia theo từng đại hội

### Thế vận hội Mùa hè
| Môn                           | 00                           | 48 | 52 | 56 | 60 | 64 | 68 | 72 | 76 | 88 | 92 | 96 | 00 | 04 | 08 | 12 | 16 | 20 | 24 | Số kỳ |   |
| ----------------------------- | ---------------------------- | -- | -- | -- | -- | -- | -- | -- | -- | -- | -- | -- | -- | -- | -- | -- | -- | -- | -- | ----- | - |
| Môn                           | Thể thao dưới nước, Nhảy cầu |    |    |    |    |    | 1  |    |    |    |    |    |    |    |    |    |    |    |    |       | 1 |
| Thể thao dưới nước, Bơi lội   |                              |    |    |    |    | 1  |    |    |    |    |    | 1  | 1  | 1  | 1  | 1  | 1  | 1  | 1  | 9     |   |
| Thể thao dưới nước, Bóng nước |                              |    |    |    |    |    |    |    | 11 |    |    |    |    |    |    |    |    |    |    | 1     |   |
| Bắn cung                      |                              |    |    |    |    |    |    |    |    |    |    |    |    |    | 2  | 2  | 1  | 1  | 1  | 5     |   |
| Điền kinh                     |                              |    | 1  | 2  | 1  | 8  | 1  | 3  | 4  | 1  | 2  | 1  | 1  | 2  | 6  | 10 | 10 | 3  | 2  | 17    |   |
| Cầu lông                      |                              |    |    |    |    |    |    |    |    |    |    |    |    |    | 1  |    |    | 1  |    | 2     |   |
| Bóng rổ                       |                              | 13 |    |    |    |    |    |    |    |    |    |    |    |    | 12 |    |    | 12 |    | 3     |   |
| Quyền Anh                     |                              | 8  | 6  |    | 4  | 5  |    | 5  | 6  |    | 6  | 4  | 5  | 1  | 3  | 4  | 1  | 2  |    | 14    |   |
| Ca nô, Nước rút               |                              |    |    |    |    |    |    |    |    |    |    |    | 1  |    |    | 2  | 1  | 1  | 2  | 5     |   |
| Xe đạp, Đường trường          |                              |    |    |    |    | 4  |    | 4  | 7  | 7  | 7  |    | 2  | 2  | 3  | 3  | 3  | 1  | 1  | 12    |   |
| Xe đạp, Lòng chảo             |                              |    |    |    |    |    |    | 4  | 7  | 7  | 7  |    |    | 2  |    |    |    |    |    | 5     |   |
| Đua ngựa                      |                              |    |    |    |    |    |    |    |    |    |    |    | 1  |    |    |    |    |    |    | 1     |   |
| Đấu kiếm                      | 1                            |    |    |    |    | 4  |    | 2  | 13 |    |    |    |    |    |    | 1  | 2  | 4  | 4  | 8     |   |
| Bóng đá                       |                              |    |    |    |    | 17 |    | 19 | 17 |    |    |    |    |    |    |    |    |    |    | 3     |   |
| Thể dục dụng cụ, Nghệ thuật   |                              |    |    |    |    | 2  |    |    |    |    |    |    |    |    |    |    |    |    | 1  | 2     |   |
| Judo                          |                              |    |    |    |    |    |    |    |    |    |    | 1  | 3  | 7  | 6  | 1  | 2  |    |    | 6     |   |
| Karate                        |                              |    |    |    |    |    |    |    |    |    |    |    |    |    |    |    |    | 3  |    | 1     |   |
| Chèo thuyền                   |                              |    |    |    |    |    |    |    |    |    |    |    |    |    | 2  | 2  | 1  | 1  | 3  | 5     |   |
| Bắn súng                      |                              | 3  |    |    | 1  | 4  |    |    | 4  |    |    | 1  | 1  | 1  |    | 3  | 5  | 6  | 4  | 11    |   |
| Leo núi thể thao              |                              |    |    |    |    |    |    |    |    |    |    |    |    |    |    |    |    |    | 1  | 1     |   |
| Bóng bàn                      |                              |    |    |    |    |    |    |    |    |    | 1  |    | 1  | 1  | 1  | 2  | 3  | 1  | 3  | 8     |   |
| Taekwondo                     |                              |    |    |    |    |    |    |    |    | 4  | 3  |    | 2  | 2  | 3  | 3  | 4  | 3  | 4  | 7     |   |
| Bóng chuyền                   |                              |    |    |    |    |    |    |    |    |    |    |    |    |    |    |    | 12 | 12 |    | 2     |   |
| Cử tạ                         |                              | 5  | 7  | 7  | 5  | 5  | 4  | 3  | 7  |    | 5  |    | 6  | 6  | 3  | 6  | 5  | 2  | 2  | 16    |   |
| Đấu vật                       |                              | 7  | 8  | 8  | 12 | 12 | 9  | 14 | 17 | 15 | 16 | 10 | 11 | 13 | 12 | 13 | 12 | 11 | 12 | 18    |   |
| Tổng số VĐV                   | 1                            | 36 | 22 | 17 | 23 | 63 | 14 | 50 | 86 | 27 | 40 | 18 | 35 | 38 | 55 | 53 | 63 | 65 | 41 | 19    |   |

### Thế vận hội Mùa đông
| Môn                    | 56                  | 64 | 68 | 72 | 76 | 98 | 02 | 06 | 10 | 14 | 18 | 22 | Số kỳ |    |
| ---------------------- | ------------------- | -- | -- | -- | -- | -- | -- | -- | -- | -- | -- | -- | ----- | -- |
| Môn                    | Trượt tuyết, Đổ đèo | 3  | 4  | 4  | 4  | 4  | 1  | 1  | 1  | 3  | 3  | 2  | 1     | 12 |
| Trượt tuyết, Băng đồng |                     |    |    |    |    |    | 1  | 1  | 1  | 2  | 2  | 1  | 6     |    |
| Tổng số VĐV            | 3                   | 4  | 4  | 4  | 4  | 1  | 2  | 2  | 4  | 5  | 4  | 2  | 11    |    |